# Småtjärnarna (Ramsele socken, Ångermanland, 706278-151234)
Småtjärnarna är en sjö i Sollefteå kommun i Ångermanland och ingår i Ångermanälvens huvudavrinningsområde.